# 舰长礁
（直译：「皇家船長浅滩」，直译：「干都里浅滩」，越南语：／），位于南中国海南沙群岛东部，距离半月礁东北约23海里（43），巴拉望岛约41海里（76）。礁平台长3.3公里，宽约1.8公里，有若干礁石露出，西北角有礁石出水达1.2米，礁外缘海水急骤变深。目前中华人民共和国、中華民國、越南、菲律宾皆宣称对舰长礁拥有主权。

## 名称
舰长礁的英語名稱爲「Royal Captain Shoal」，源自1773年12月17日英国东印度公司商船“皇家船长号”（Royal Captain）在此触礁沉沒，后来命名为“皇家船长号浅滩”。
1935年，中华民国水陆地图审查委员会审定公布《中国南海各岛屿华英名对照表》，其中「Royal Captain Shoal」被音译为「无劳加比丹灘」。1939年，日本佔領南沙群島，把此礁命名爲「翁礁」，直到1945年日本投降為止。
1947年10月，中华民国内政部公布《南海諸島新舊名稱對照表》，Royal Captain Shoal更名爲「艦長暗沙」。
1983年4月，中华人民共和国中国地名委员会公布《我国南海诸岛部分标准地名》，更名为「舰长礁」，旁注当地渔民习用名称「石龙」。
菲律宾称为「干都里浅滩」，Kanduli为菲律宾水域特有鱼类马尼拉海鲇（学名：Arius manillensis）的他加禄语名称。越南方面称为「玳瑁滩」（越南语：／）。

## 历史

### 发现
1773年12月，英国东印度公司商船“皇家船长号”（Royal Captain）满载中国货物（瓷器，茶叶，丝绸，玻璃制品，黄金等）和少数乘客，从中国广州前往英国设在北婆羅洲北部的巴藍邦岸岛的自由贸易港。航行到第四天即12月17日，在凌晨2点半，撞到了一座海图上没标注的无名岛礁上，后来被命名为“Royal Captain Shoal”（皇家船长号浅滩）。皇家船长号受损严重，在多次尝试脱困失败后，船員不得不放棄船隻撤離，船難共造成3人喪生。

### 主权争议
2025年6月19日，中国海警局指菲律宾在6月15日至18日组织多艘船只，在半月礁、舰长礁邻近海域活动，中国海警依法依规处置。